# Valbona (Teruel)
Valbona ist eine spanische Gemeinde (municipio) mit 192 Einwohnern (Stand: 2024) im Südosten der Provinz Teruel in der Autonomen Gemeinschaft Aragonien. 

## Lage
Valbona liegt knapp 38 Kilometer (Fahrtstrecke) südöstlich der Provinzhauptstadt Teruel im Bergland der Sierra de Gúdar in einer Höhe von ca. 950 m. Der Río Mijares begrenzt die Gemeinde im Westen.

## Bevölkerungsentwicklung
| Jahr      | 1960 | 1970 | 1981 | 1991 | 2006 | 2011 | 2021 |
| Einwohner | 577  | 347  | 215  | 212  | 200  | 206  | 184  |

## Wirtschaft
Landwirtschaft und Tourismus sind die Haupteinnahmequellen des Ortes. 

## Sehenswürdigkeiten

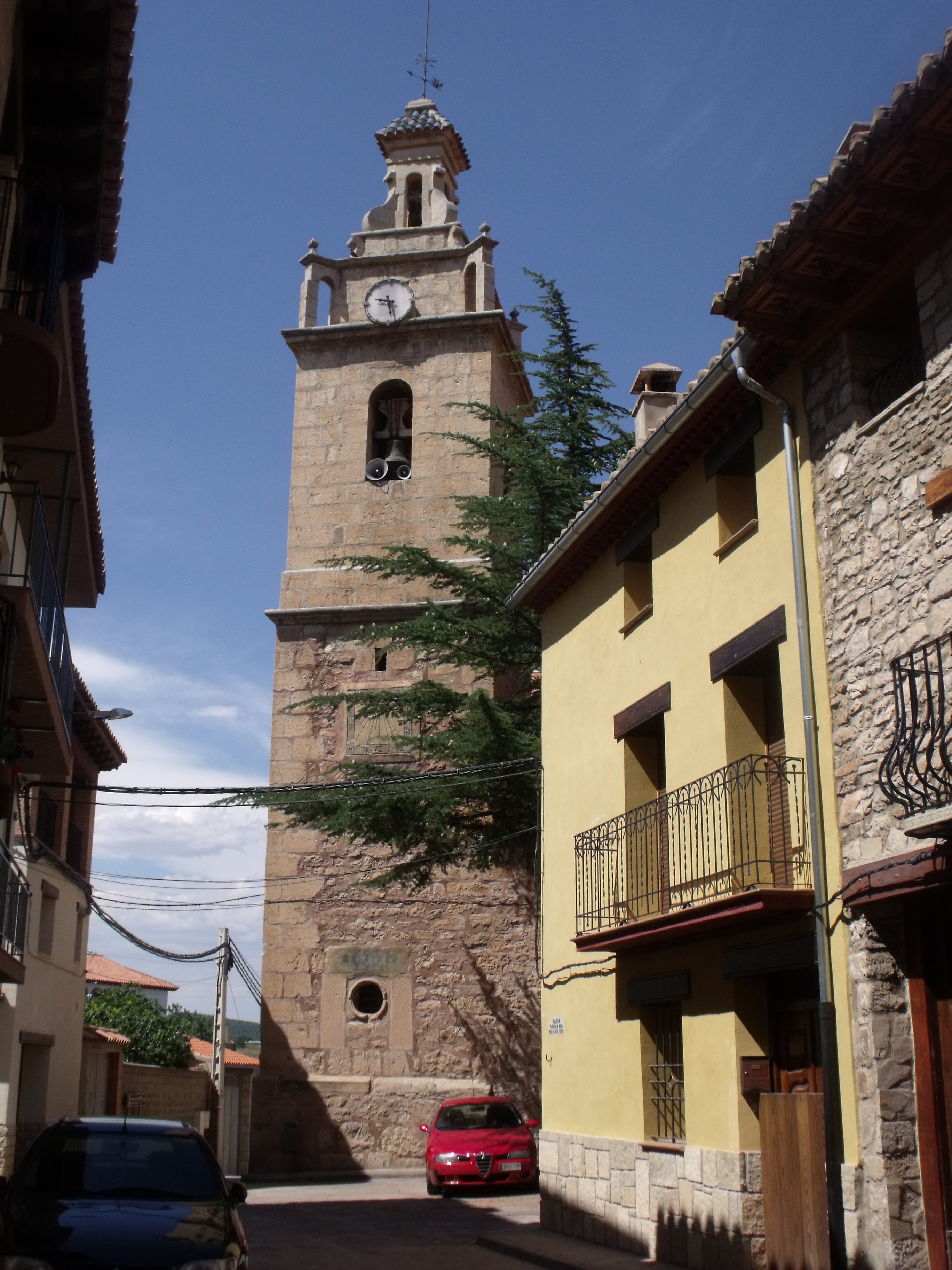
Antoniuskirche
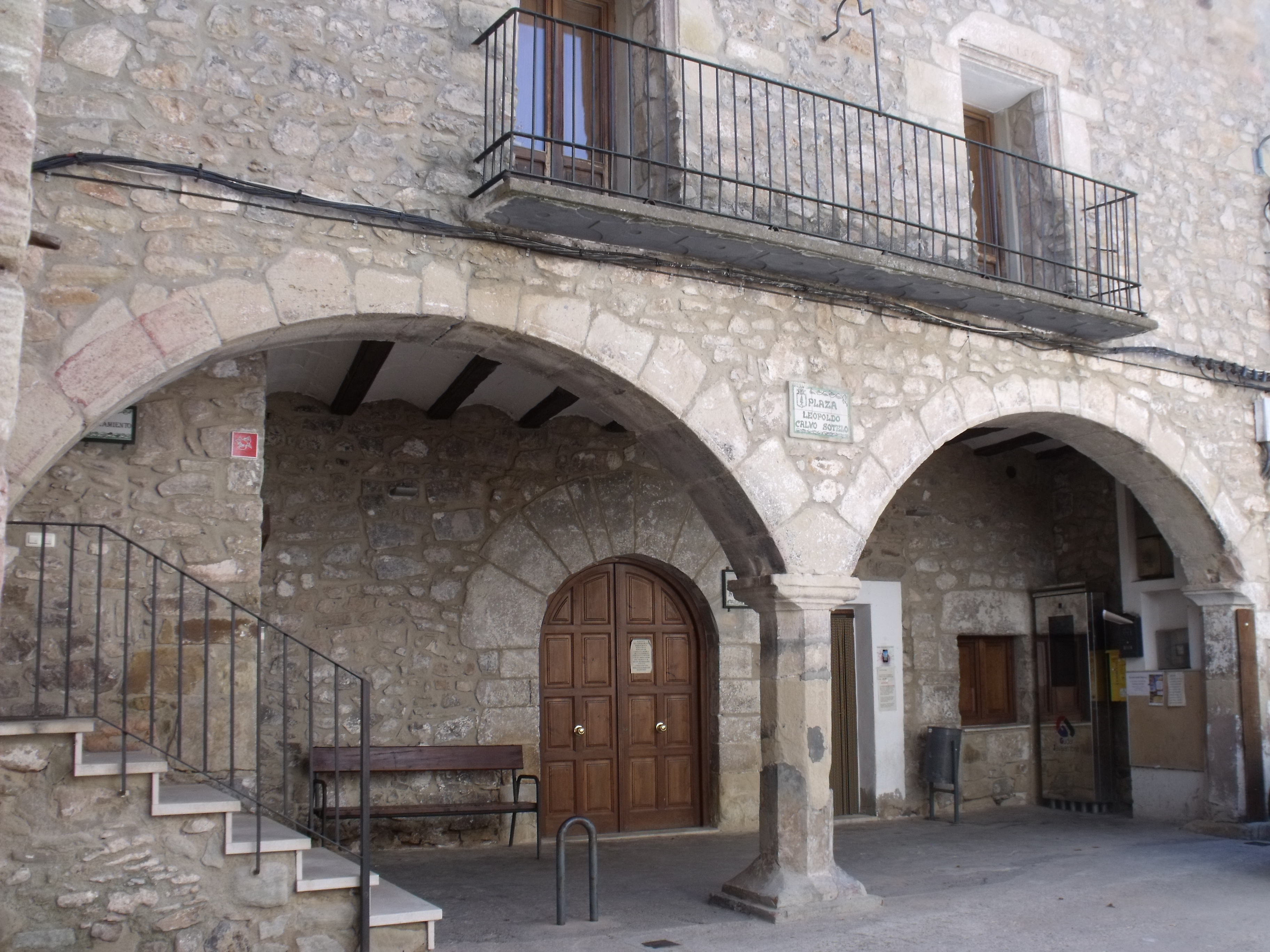
Marienkapelle

- Antoniuskirche
- Rathaus